# Sośnie (gmina)
Sośnie (do 1946 roku gmina Granowiec) – gmina wiejska w województwie wielkopolskim, w powiecie ostrowskim z siedzibą we wsi Sośnie.
Według danych z 1 stycznia 2019 roku gmina liczyła 6579 mieszkańców. Najmniejsza pod względem liczby mieszkańców gmina powiatu ostrowskiego – ponad połowę terenu gminy (54,1%) zajmują tereny leśne.

## Położenie
Według danych z 1 stycznia 2019 roku powierzchnia gminy Sośnie wynosiła 187,72 km².
Gmina położona jest południowo-zachodniej części województwa wielkopolskiego, na pograniczu Wielkopolski i Dolnego Śląska w Pradolinie Barucko-Głogowskiej, między pasmem Wału Trzebnickiego a Wysoczyzną Kaliską. Najniżej położony punkt na terenie gminy leży w miejscowości Bogdaj (115 m n.p.m.), a najwyżej położony punkt to Winna Góra (199 m n.p.m.).

## Przynależność administracyjna
| Gmina Sośnie | Gmina Sośnie              | Gmina Sośnie              |
| Okres        | Jednostka administracyjna | Jednostka administracyjna |
| ------------ | ------------------------- | ------------------------- |
| 1946–1975    | województwo poznańskie    | powiat ostrowski          |
| 1975–1998    | województwo kaliskie      | województwo kaliskie      |
| 1999–        | województwo wielkopolskie | powiat ostrowski          |

## Samorząd
Od 2015 roku wójtem gminy Sośnie jest Stanisław Budzik (Komitet Wyborczy Wyborców Stanisława Budzika; 2018).

## Historia
Położenie gminy na terenach leśnych o słabych glebach nie sprzyjało rozwojowi osadnictwa tego regionu. Od XVII wieku w wyniku dużego natężenia karczunków leśnych pozyskiwano tereny rolne i osadnicze. Etymologia coniektórych nazw miejscowości związana jest z działalnością leśną np. Chojnik, Sośnie czy Piła.
W drugiej połowie XIX wieku i na początku XX wieku tereny gminy były licznie zamieszkiwane przez społeczność niemiecką.

## Środowisko naturalne

### Lasy
W 2017 roku powierzchnia lasów na terenie gminy wynosiła 10149 ha, co stanowi lesistość na poziomie 54,1%. Główne kompleksy leśne to: Las Moja Wola i Las Świeca.

### Wody

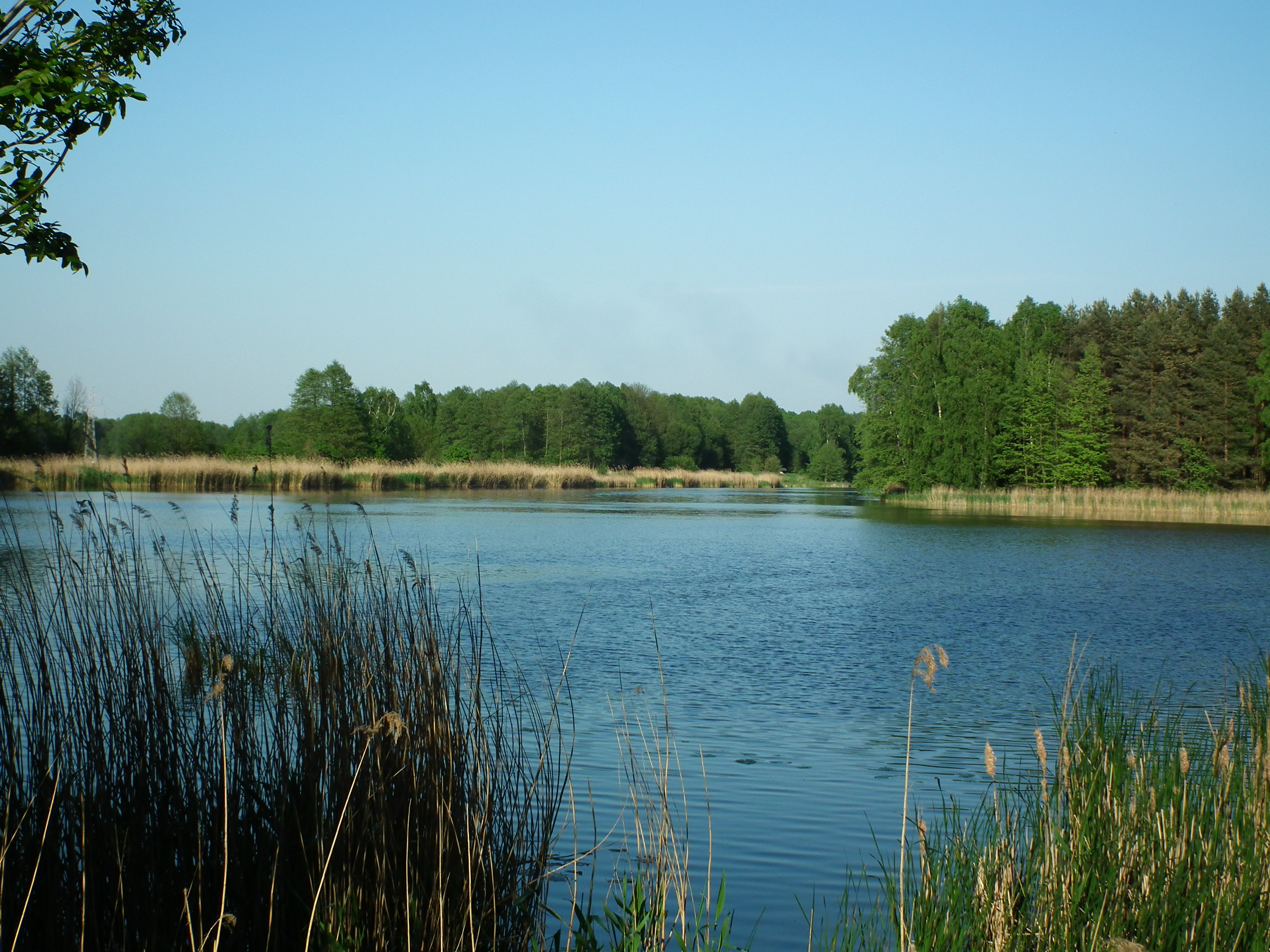
Zbiornik Sośnie

| Cieki wodne na terenie gminy Sośnie | Cieki wodne na terenie gminy Sośnie |
| Rodzaj                              | Nazwa                               |
| ----------------------------------- | ----------------------------------- |
| struga                              | Jeziorna                            |
| struga                              | Kobylarka                           |
| struga                              | Malinowa Woda                       |
| strumień                            | Meresznica                          |
| rzeka                               | Młyńska Woda                        |
| rzeka                               | Polska Woda                         |
| rów wodny                           | Młyński Rów                         |
| rzeka                               | Złotnica                            |

### Obszary chronione
Zachodnio–północna część gminy położona jest na terenie Parku Krajobrazowego „Dolina Baryczy”, a część południowo-wschodnia na obszarze chronionego krajobrazu Wzgórz Ostrzeszowskich i Kotliny Odolanowskiej. Licznie występującym zespołem roślinności tego terenu są bory sosnowe; w sąsiedztwie rzek, cieków wodnych i stawów występują w naturalny sposób olsy i lasy łęgowe.
Pomniki przyrody na terenie gminy Sośnie to m.in.:
- zespół parkowy w Mojej Woli – skupiska drzew pomnikowych tj. dębów szypułkowych, buków, a także jałowiec pospolity i żywotnik olbrzymi;
- dąb „Jan” w Możdżanowie o obwodzie ponad 867 cm i wysokości około 28 m[12];
- aleja 145 dębów przy trasie ze Szklarki Śląskiej do Sośni.

Kompleks stawów możdżanowskich jest miejscem występowania zróżnicowanych gatunków fauny i flory w tym m.in.: grzybieńczyka wodnego, rzekotki drzewnej, żurawi, kormoranów, mew, kaczek oraz gęsi.

## Zabytki
| Miejscowość | Nazwa                              | Wybudowany    | Zdjęcie | Wpis do rejestru zabytków |
| ----------- | ---------------------------------- | ------------- | ------- | ------------------------- |
| Cieszyn     | Kościół pw. św. Michała Archanioła | XVII w.       |         | 525 z 31.12.1990          |
| Kałkowskie  | Wiatrak paltrak                    | 1900          |         | 263/Wlkp/A z 22.11.2005   |
| Moja Wola   | Pałac myśliwski                    | 1825, 1907    |         | 1697/A z 4.04.1975        |
| Moja Wola   | Park                               | 1 poł. XIX w. |         | 1697/A z 4.04.1975        |
| Sośnie      | Kościół pw. Narodzenia NMP         | 1895          |         | brak                      |

## Demografia

### Ludność
| Liczba mieszkańców gminy Sośnie wg GUS | Liczba mieszkańców gminy Sośnie wg GUS | Liczba mieszkańców gminy Sośnie wg GUS | Liczba mieszkańców gminy Sośnie wg GUS | Liczba mieszkańców gminy Sośnie wg GUS |
| Rok (stan na 1 stycznia)               | Liczba ludności                        | Przyrost                               | Gęst. zaludnienia [os./km²]            | Powierzchnia [km²]                     |
| -------------------------------------- | -------------------------------------- | -------------------------------------- | -------------------------------------- | -------------------------------------- |
| 2012                                   | 6572                                   | –                                      | 35                                     | 187,72                                 |
| 2013                                   | 6563                                   | 9                                      | 35                                     | 187,72                                 |
| 2014                                   | 6578                                   | 15                                     | 35                                     | 187,72                                 |
| 2015                                   | 6582                                   | 4                                      | 35                                     | 187,72                                 |
| 2016                                   | 6608                                   | 26                                     | 35                                     | 187,72                                 |
| 2017                                   | 6606                                   | 2                                      | 35                                     | 187,72                                 |
| 2018                                   | 6582                                   | 24                                     | 35                                     | 187,72                                 |
| 2019                                   | 6579                                   | 3                                      | 35                                     | 187,72                                 |

| Wskaźnik maskulinizacji (stan na 1 stycznia 2018) | Wskaźnik maskulinizacji (stan na 1 stycznia 2018) | Wskaźnik maskulinizacji (stan na 1 stycznia 2018) | Wskaźnik maskulinizacji (stan na 1 stycznia 2018) | Wskaźnik maskulinizacji (stan na 1 stycznia 2018) |
| Opis                                              | Ogółem                                            | Ogółem                                            | Kobiety                                           | Mężczyźni                                         |
| ------------------------------------------------- | ------------------------------------------------- | ------------------------------------------------- | ------------------------------------------------- | ------------------------------------------------- |
| populacja                                         | 6582                                              | 100%                                              | 49,6%                                             | 50,4%                                             |

## Miejscowości
| - Bogdaj - Chojnik - Cieszyn - Dobrzec - Granowiec - Janisławice - Kałkowskie - Kąty Śląskie - Kocina - Konradów - Kuźnica Kącka - Mariak - Młynik - Możdżanów - Pawłów - Sośnie - Szklarka Śląska | - Bronisławka - Kopalina - Krzyżne - Łachów - Moja Wola - Niwki Książęce - Piła - Smugi - Surmin - Wrzesina | - Czesławice - Jarnostów - Jerzówka - Starza - Wielbin - Kolonia Lipska - Żabnik |

## Gospodarka
Główne branże to: handel i usługi następnie budownictwo (27%), produkcja (14%), rolnictwo (5%) oraz gospodarka leśna (3%). W 2017 roku na terenie gminy w rejestrze REGON zarejestrowanych było 429 podmiotów gospodarczych; dochód gminy na jednego mieszkańca wynosił 4270 zł.
Według raportu Ministerstwa Finansów (po trzech kwartałach 2017 roku) gmina Sośnie, pozostaje jednym z 96 samorządów w Polsce, które nie posiadały zadłużenia.

## Transport

### Transport drogowy

#### Droga krajowa
- 25 Ostrów Wielkopolski – Oleśnica

### Transport kolejowy

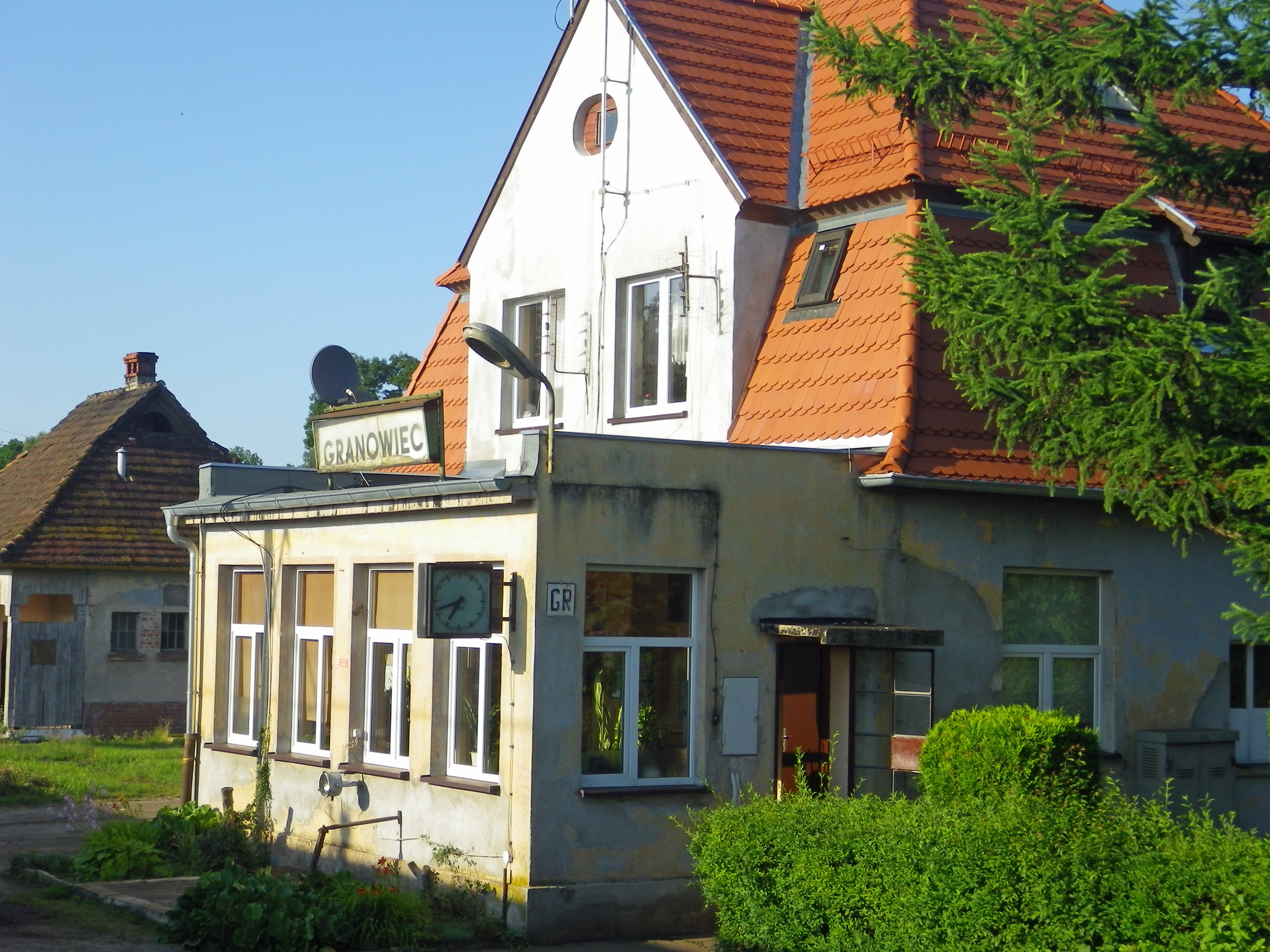
Stacja kolejowa Granowiec

- 355 Ostrów Wielkopolski ↔ Grabowno Wielkie

#### Stacje i przystanki kolejowe na terenie gminy
- Granowiec
- Pawłów Wielkopolski
- Sośnie Ostrowskie

Na stacjach zatrzymują się pociągi osobowe Przewozów Regionalnych, które zapewniają dojazd m.in. do Kalisza, Łodzi, Ostrowa Wielkopolskiego i Wrocławia.

### Transport publiczny
- PKS Ostrów Wielkopolski: Ostrów Wielkopolski ↔ Sośnie
- prywatni przewoźnicy

## Sąsiednie gminy
| Gmina       | Powiat        | Województwo   |
| ----------- | ------------- | ------------- |
| Kobyla Góra | ostrzeszowski | wielkopolskie |
| Krośnice    | milicki       | dolnośląskie  |
| Międzybórz  | oleśnicki     | dolnośląskie  |
| Milicz      | milicki       | dolnośląskie  |
| Odolanów    | ostrowski     | wielkopolskie |
| Ostrzeszów  | ostrzeszowski | wielkopolskie |
| Przygodzice | ostrowski     | wielkopolskie |
| Twardogóra  | oleśnicki     | dolnośląskie  |